# Crisicoccus indigenus
Crisicoccus indigenus är en insektsart som beskrevs av Jennifer M. Cox 1987. Crisicoccus indigenus ingår i släktet Crisicoccus och familjen ullsköldlöss. Inga underarter finns listade i Catalogue of Life.